# Daming, Fujian
Daming (kinesiska: 大铭) är en socken i sydöstra Kina. Den ligger i Dehua härad i staden Quanzhou i provinsen Fujian, omkring 130 kilometer väster om provinshuvudstaden Fuzhou. Antalet invånare är 1 603. Befolkningen består av 772 kvinnor och 831 män. Barn under 15 år utgör 7,0 %, vuxna 15-64 år 69 %, och äldre över 65 år 23,0 %.